# Alice Honoré
Alice Honoré (née le 20 décembre 1978 à Marseille) est une véliplanchiste française. 

## Biographie
Depuis 1990, Alice Honoré pratique le windsurf sur Marseille. Licenciée à l'ASPTT Marseille, elle a participé à de nombreuses compétitions nationales et internationales de 1993 à 2003. Son numéro de voile était F-5. 
Bien qu'ayant appris le funboard, elle s'est très vite démarquée sur la monotypie « Aloha » notamment en cadet. En 1993, elle est en Pologne vice-championne du Monde derrière Eugénie Raffin puis 3e mondiale en 1994.
La même année, elle débute les compétitions en funboard et est tout de suite soutenue par la voilerie North Sails.
En plus de son statut de compétiteur, elle a été vice-présidente de l'association Française de Windsurf (AFW) et a participé avec de nombreuses athlètes à faire découvrir une face féminine du windsurf. Elle a participé à la création d'association visant la promotion des sports de glisse féminins.
En parallèle de sa pratique sportive, elle a été diplômée de l'Institut d'études politiques d'Aix-en-Provence en 1999 et de l'Essec MBA en 2002.
De 2003 à 2012, cette passionnée de sports d'eau a travaillé chez Cabesto  à la création de laquelle elle a participé. Depuis 2012, elle a créé You Art Different, une marque de produits revisités par des artistes.

## Palmarès
- Championne de France Funboard 2001
- Championne de France Funboard 2000
- Championne du monde par Equipe IFCA en 1998
- 3e mondiale IFCA en 1997
- 6e mondiale IFCA en 1995
- Championne de France junior Funboard 1994
- Vice Championne de France Cadette 1994
- Vice Championne du Monde Cadette 1993

## Partenaires
- North Sails
- Fanatic